# Augustin Pacha
Augustin Pacha (Moriţfeld, 26 novembre 1870 – Timișoara, 4 novembre 1954) è stato un vescovo cattolico rumeno.

## Biografia
Monsignor Augustin Pacha nacque nel villaggio di Moriţfeld, oggi Măureni, il 26 novembre 1870 in una famiglia di svevi del Banato. Era uno dei tredici figli di Marian, calzolaio, e Elisabetha (nata Halsdorf). I nonni e bisnonni di Elisabetha giunsero a Moriţfeld tra il 1786 e il 1796 dal Palatinato, da Treviri e dalla Baviera. Il padre Augustin Pachas nacque a Petersdorf, vicino a Königgrätz, in Boemia, e si trasferì nel 1838 a causa delle difficili condizioni economiche con i suoi genitori e tre fratelli dalla sua terra natale.
La maggior parte dei suoi fratelli morì in giovane età per malattie come varicella e difterite. Oltre ad Augustin sopravvissero solo due sorelle e un fratello, Stefan, che divenne a sua volta prete.

### Formazione e ministero sacerdotale
Dal 1876 al 1881 frequentò le scuole elementari. Compì gli studi secondari a Kecskemét e a Seghedino dal 1881 al 1887 e Timișoara dal 1887 al 1889. In questo periodo apprese in modo approfondito la lingua ungherese. Sentì la vocazione al sacerdozio fin dalla più tenera età. Compì gli studi teologici nel seminario di Timișoara dove conseguì il dottorato in teologia.
Il 12 agosto 1893 fu ordinato presbitero per la diocesi di Csanád nella chiesa di San Giorgio a Timișoara da monsignor Alexander Dessewffy. Dal 1893 al 1894 fu cappellano a Mezőkovácsháza. Il fatto che parlasse tedesco, ungherese, rumeno e latino, gli facilitò la sua pratica di confessore e predicatore a Bucarest e Brăila svolta dal 1896 al 1898. Nel 1900 divenne segretario del vescovo e fece diversi viaggi in Italia e in Austria.
Nel 1906 divenne canonico onorario e consigliere del capitolo. Il papa gli assegnò la Croce pro Ecclesia et Pontifice. Nel 1911 venne nominato cancelliere vescovile e canonico.
Il 10 febbraio 1923 nella parte della diocesi di Csanád che ricadeva sotto il Regno di Jugoslavia fu eretta l'amministrazione apostolica del Banato jugoslavo, divenuta in seguito la diocesi di Zrenjanin, comprendente 62 parrocchie. Il 17 febbraio 1923 per le 153 parrocchie della diocesi che ricadevano in territorio romeno fu eretta l'amministrazione apostolica di Timișoara, affidata a monsignor Pacha, che il 5 giugno 1930 diede origine alla diocesi di Timișoara. Alla diocesi ungherese rimanevano solo poco più di 30 parrocchie.
Il 26 agosto 1926 inaugurò l'istituto educativo "Banatia" di Timișoara.

### Ministero episcopale
Il 3 aprile 1927 papa Pio XI lo nominò vescovo titolare di Lebedo. Ricevette l'ordinazione episcopale nella cattedrale di San Giorgio a Timișoara dall'arcivescovo Angelo Maria Dolci, nunzio apostolico in Romania, co-consacranti il vescovo di Transilvania Gusztáv Károly Majláth e l'eparca di Lugoj Alexandru Nicolescu. L'anno successivo ricevette un dottorato honoris causa dall'Università di Münster.
Il 5 giugno 1930, poco dopo la firma del concordato tra il Regno di Romania e la Santa Sede avvenuta l'11 luglio 1929, esattamente a 900 anni dalla fondazione della diocesi di Csanád, papa Pio XI elevò a diocesi l'amministrazione apostolica di Timișoara. Il 16 ottobre dello stesso anno monsignor Augustin Pacha ne divenne vescovo. Il 29 novembre 1930 venne incoronato nella cattedrale di San Giorgio a Timișoara. Nello stesso anno venne decorato con l'Ordine della Corona. Dal 1939 al 1944 fu senatore del Regno.
Tra le due guerre mondiali, l'attività pastorale visse un periodo di rinascita e monsignor Pacha registrò buoni progressi nella pastorale giovanile, favoriti anche dall'arrivo nel 1927 delle Suore Benedettine di Santa Lioba. Nello stesso periodo vennero promossi due pellegrinaggi a santuari mariani diocesani, quello di Maria Radna e quello di Maria Ciclova. Consacrò diverse nuove chiese: nel 1925 quella di Teremia Mare, nel 1928 quella della sua città natale, nel 1930 quelle di Jimbolia e Reșița, nel 1933 quella di Lugoj e la chiesa del monastero di Iosefin, nel 1938 quella di Elisabetin e nel 1939 quella di Orșova.
Nel 1948 la diocesi di Timișoara contava 360 000 fedeli in 164 parrocchie e 236 sacerdoti, di cui 195 diocesani e 43 religiosi. Quell'anno, il nuovo regime comunista degradò la diocesi al rango di decanato. L'attività religiosa degli ordini e delle associazioni vennero assolutamente proibiti. Il seminario teologico, così come tutte le scuole confessionali cattoliche, venne confiscato.
Pur particolarmente proficuo, l'operato di monsignor Pacha era ombreggiato solo dai suoi rapporti con i nazionalsocialisti. Sebbene non fosse ufficialmente un simpatizzante di questo movimento, dopo l'agosto del 1944 sarebbe stato spesso accusato di aver lavorato con i nazisti. Sia durante l'inchiesta, che nel successivo processo, monsignor Pacha spiegò chiaramente che lo scopo dei suoi incontri con Adolf Hitler era di intervenire contro l'agitazione anti-cattolica nazista nel Banato: "Io, nella mia qualità di vescovo dei credenti cattolici nel Banato, la maggioranza dei quali sono di origine tedesca e di cui una gran parte erano all'interno dell'organizzazione fascista Grupul Etnic German din România, non ho potuto rimanere passivo e non ho partecipato alle loro dimostrazioni, perché allora i credenti mi avrebbero disatteso. Così, ho partecipato a diverse manifestazioni organizzate dal gruppo etnico tedesco fascista". Dimostrando una certa ambivalenza pastorale, monsignor Pacha sperò infatti di aver trovato un modus vivendi con i gruppi nazisti e di essere dunque in grado di salvare almeno l'educazione religiosa confessionale nelle scuole tedesche. Nel 1942 dovette lasciare queste scuole alla gestione del gruppo etnico tedesco della Romania.
Nel 1948 il governo comunista lo rimosse dall'incarico con una dichiarazione rilasciata dal Presidium della Grande Assemblea Nazionale. Il 4 giugno 1950 monsignor Pacha emanò una circolare in lingua ungherese per i preti cattolici. In essa invitava i sacerdoti a non partecipare alla riunione di Târgu Mureș, dove diversi preti favorevoli al regime avrebbero sostenuto l'istituzione di una chiesa cattolica separata da Roma.
Il culmine della persecuzione scatenata contro il vescovo e la Chiesa cattolica nel Banato fu l'arresto di monsignor Pacha, avvenuto il 18 luglio 1950. Tra il 9 e il 10 marzo dell'anno successivo vennero arrestati i canonici, gli arcidiaconi e i decani.
Durante le dure indagini e il processo, monsignor Pacha riconobbe parte delle assurde accuse portate contro di lui: "Ammetto, come indicato nelle dichiarazioni a verbale, la mia attività di Intelligence contro lo Stato rumeno e per il Vaticano. La mia attività di spionaggio iniziò nel 1923, quando il Vaticano mi nominò vescovo cattolico di Timișoara. La mia attività di spionaggio era basata sulla legge canonica. Nella mia veste di vescovo cattolico ha dovuto dare rapporti occasionali al Vaticano su ciò che stava succedendo nella mia diocesi".
Tra il 10 e il 17 settembre 1951, ebbe luogo a Bucarest uno dei più sinistri processi politici stalinisti nella storia della Romania. I dieci imputati - il vescovo di Timișoara Augustin Pacha (arrestato il 18 luglio 1950), il vescovo clandestino Joseph Schubert (arrestato il 17 febbraio 1951), il sacerdote italiano Pietro Ernesto Clemente Gatti (arrestato l'8 marzo 1951), il rettore del seminario teologico di Timișoara e vescovo clandestino Adalbert Boroș (arrestato il 10 marzo 1951), il segretario della diocesi di Timișoara Ioan Heber (arrestato il 10 marzo 1951), il capo della cancelleria del vescovo di Timișoara Iosif Waltner (arrestato il 13 marzo 1951), il funzionario interprete della Legazione d'Italia a Bucarest Eraldo Pintos (arrestato il 27 aprile 1951), l'ex ispettore ed ex deputato dell'Assemblea nazionale e vice presidente di un'organizzazione illegale, il Partito cristiano-socialista, Christian Lazăr Ștefănescu (arrestato il 4 maggio 1951), il presidente dello stesso partito ed ex ispettore Gheorghe Sandulescu (arrestato il 13 maggio 1951) e il medico di Bucarest Petre Topa arrestato il 14 maggio 1951) - furono coinvolti nel cosiddetto processo delle "spie del Vaticano". Essi vennero condannati da un tribunale militare a sanzioni particolarmente pesanti. Monsignor Pacha, già ottantenne, venne condannato a diciotto anni di carcere in isolamento, alla perdita dei diritti civili per dieci anni e a una pesante multa. Stando alla sentenza sarebbe stato liberato all'età di cento anni.
Venne incarcerato nella prigione di Sighetu Marmației, con altri vescovi martiri della Chiesa cattolica in Romania. Il 1º giugno 1954, gravemente malato di cancro e quasi cieco, venne graziato. Tornò a Timișoara il 12 luglio dello stesso anno sapendo che gli rimaneva poco da vivere. Egli non volle morire in prigione. Tornato in città, visitò più volte la parrocchia della cattedrale con i sacerdoti del luogo e sua sorella Ana.
Il suo stato di salute peggiorò prima della festività di Tutti i Santi e così dovette essere portato in ospedale. Il 3 novembre alle ore 11 subì un intervento chirurgico. Non superò nel migliore dei modi l'anestesia e venne quindi portato nella canonica del quartiere Iozefin, dove morì alle 18:30 del 4 novembre. Le esequie si tennero l'8 novembre e videro una grande partecipazione di fedeli.
La Chiesa cattolica include il vescovo Augustin Pacha nei testimoni di fede nel martirologio tedesco del XX secolo.

## Genealogia episcopale
La genealogia episcopale è:
- Cardinale Scipione Rebiba
- Cardinale Giulio Antonio Santori
- Cardinale Girolamo Bernerio, O.P.
- Arcivescovo Galeazzo Sanvitale
- Cardinale Ludovico Ludovisi
- Cardinale Luigi Caetani
- Cardinale Ulderico Carpegna
- Cardinale Paluzzo Paluzzi Altieri Degli Albertoni
- Papa Benedetto XIII
- Papa Benedetto XIV
- Cardinale Enrico Enriquez
- Arcivescovo Manuel Quintano Bonifaz
- Cardinale Buenaventura Córdoba Espinosa de la Cerda
- Cardinale Giuseppe Maria Doria Pamphilj
- Papa Pio VIII
- Papa Pio IX
- Cardinale Raffaele Monaco La Valletta
- Cardinale Francesco Satolli
- Cardinale Angelo Maria Dolci
- Vescovo Augustin Pacha